# 北五岔镇
北五岔镇，是中华人民共和国新疆维吾尔自治区昌吉回族自治州玛纳斯县下辖的一个乡镇级行政单位。

## 行政区划
北五岔镇下辖以下地区：
为民社区、大庙村、朱家团庄村、黑沙窝村和沙窝道村。